# Alvis Hermanis
Alvis Hermanis (Riga, 27 aprile 1965) è un regista teatrale lettone. È direttore artistico del Jaunais Rīgas Teātris dal 1997.

## Biografia
Nato a Riga, Alvis Hermanis ha giocato a hockey nella scuola della Dinamo Riga. All'età di 15 anni è stato costretto a lasciare lo sport a causa di un'aritmia cardiaca.
Ha studiato teatro alla Riga Pantomime sotto la guida di Roberts Ligers.
Dal 1981 al 1982 Hermanis ha frequentato lo studio d'arte Riga Peoples. Dal 1984 al 1988 ha proseguito la sua formazione artistica nel dipartimento teatrale del conservatorio statale lettone.

## Carriera artistica
Come attore, Hermanis è apparso in alcuni lungometraggi alla fine degli anni '80.Ha diretto diverse opere teatrali e alcune sono state portate in tournée in Europa. Nel 2003, Hermanis ha diretto L'ispettore generale di Nikolaj Vasil'evič Gogol' al Festival di Salisburgo in Austria, con cui ha vinto il Young Director's Award. 
Intorno al 2009 Hermanis ha adattato otto racconti di Vasily Shukshin per il teatro in una collaborazione con il Theatre of Nations di Mosca, intitolati Shukshin's Stories (o Shukhsin's Tales).
Questi successi gli hanno aperto la strada per una lunga carriera nel teatro di lingua tedesca, iniziata a Francoforte e alla Ruhrtriennale, poi a Berlino, Zurigo e Vienna. Ha lavorato spesso al Burgtheater, il teatro nazionale austriaco, dove ha presentato The Distant Land di Arthur Schnitzler nel 2011 e una nuova versione de L'ispettore generale di Gogol nel 2015.
Dal 2012 Hermanis ha curato scenografie per produzioni operistiche, venendo invitato per la prima volta dal Festival di Salisburgo a mettere in scena Die Soldaten di Bernd Alois Zimmermann diretta da Ingo Metzmacher. L'anno seguente, sempre a Salisburgo, Hermanis ha presentato l'opera Gawain di Harrison Birtwistle.
Nel 2014 è stato responsabile della produzione de Il trovatore con Anna Netrebko, Marie-Nicole Lemieux, Francesco Meli e Plácido Domingo. Hermanis ha trasformato la Great Festival Hall in un gigantesco museo con pareti mobili.  
Nel 2015 Hermanis ha annullato una produzione con il Thalia Theater di Amburgo programmata per la primavera del 2016. In una dichiarazione, ha menzionato la posizione del teatro come "Centro di accoglienza per i rifugiati" come una delle ragioni.
Nell'ottobre del 2019 Con Evgeny Mironov ha messo in scena al Barbican di Londra I racconti di Vasily Shukshin.
Nel 2016 ha diretto l'opera Madama Butterfly di Giacomo Puccini al Teatro alla Scala di Milano.   Nel 2024 Hermanis è tornato alla regia di Madama Butterfly al Teatro Carlo Felice di Genova. 

## Premi e riconoscimenti
Per il suo ruolo in Fotogrāfija ar sievieti un mežakuili] ha ricevuto il premio come miglior attore al festival Lielais Kristaps nel 1987.

Nel 2003, Hermanis ha vinto il premio Young Director's Award  al Festival di Salisburgo conThe Government Inspector di Nikolai Gogol.
Nel 2007, gli è stato conferito il IX Premio Europa per il teatro, a Salonicco.
Nel 2007 Hermanis ha rifiutato di ricevere l'Ordine delle Tre stelle dalle mani del presidente Valdis Zatlers. Alla fine lo ha ricevuto nel 2012, quando Zatlers aveva già lasciato l'incarico.
Nel 2012 la rivista culturale svizzera du magazine ha intervistato esperti teatrali di 20 paesi diversi e ha incluso Hermanis nell'elenco delle dieci personalità teatrali europee più influenti dell'ultimo decennio.